# Oak Level (Virginia)
Oak Level es un lugar designado por el censo en el  condado de Henry, Virginia  (Estados Unidos). Según el censo de 2010 tenía una población de 857 habitantes.

## Demografía
Según el censo del 2000, Oak Level tenía 885 habitantes, 415 viviendas, y 278 familias. La densidad de población era de 56,1 habitantes por km².
De las 415 viviendas en un 23,4%  vivían niños de menos de 18 años, en un 54,2%  vivían parejas casadas, en un 8,9% mujeres solteras, y en un 33% no eran unidades familiares. En el 30,4% de las viviendas  vivían personas solas el 10,6% de las cuales correspondía a personas de 65 años o más que vivían solas. El número medio de personas viviendo en cada vivienda era de 2,13 y el número medio de personas que vivían en cada familia era de 2,6.
Por edades la población se repartía de la siguiente manera: un 18,3% tenía menos de 18 años, un 6,2% entre 18 y 24, un 26,4% entre 25 y 44, un 31% de 45 a 60 y un 18,1% 65 años o más.
La edad media era de 44 años.  Por cada 100 mujeres de 18 o más años  había 100,8 hombres.
La renta media por vivienda era de 31.607$ y la renta media por familia de 38.250$. Los hombres tenían una renta media de 26.429$ mientras que las mujeres 17.198$. La renta per cápita de la población era de 20.439$. En torno al 5,7% de las familias y el 8,8% de la población estaban por debajo del umbral de pobreza.

## Localidades adyacentes
El siguiente diagrama muestra a las localidades más próximas a Oak Level.